# Nemzetközi Cukorszervezet
A Nemzetközi Cukorszervezet (International Sugar Organization, ISO) nemzetközi szervezet, amely az 1968-ban megkötött cukormegállapodás igazgatására jött létre. Az 1968-as megállapodást továbbiak, legutóbb az 1992-es cukormegállapodás váltotta fel; ennek aláíró országai adják világ cukortermelésének 85%-át, cukorfelhasználásának 68%-át, cukorexportjának 95%-át, illetve cukorimportjának 46%-át. A szervezetnek 2011. december 1-jén 86 tagországa volt, köztük az Európai Unió 27 országa.
A megállapodást 1992-ben kötötték és eredetileg 1995 végéig volt hatályban. Azóta kétévenként meghosszabbítják, 2015 végéig. 2017 végéig, majd 2019 végéig.
Az ISO célkitűzései 
- biztosítani a cukorral kapcsolatos nemzetközi együttműködést;
- fórumot biztosítani a cukorról folyó kormányok közötti konzultációra;
- információkat gyűjteni a cukor és más édesítőszerek piacáról, biztosítani a statisztikai adatok cseréjét;
- elősegíteni a cukorkereslet növekedését, különösen nem hagyományos felhasználásra.

Az Európai Unió 2012-re és 2013-ra tervezett tagdíja a szervezetben 381 000 €, illetve 392 000 €, 2014-re 430 000 €, 2015-ren pedig 452 000 €.
Jó ideje az EU állja a szervezet bevételeinek túlnyomó részét. Az EU tagállamai a Tanácson keresztül 2017 végén felhatalmazták az Európai Bizottságot, hogy gyakoroljon erőteljes befolyást a Nemzetközi Cukorszervezet reformjára, hogy a szervezet működése jobban tükrözze a valós cukorpiaci erőviszonyokat.
A cukor mellett a szervezet látókörébe tartoznak az alkohol, melasz, és az édesítőszerek.